# Darla Delovely
Darla Delovely er tidligere dansk pornoskuespillerinde bosat i Helsingborg.  Hun var aktiv i årene 2005-2008.

## Filmografi
- Porno Academy 2
- Algjakten
- Bad Santa
- Bekännelser
- En Blast Blondin
- Erotisk Uppfostran
- Det Erotiska Pensionatet
- Svenska langt ner i halsen
- Gapa & svälj 2
- Semestern
- I Julens Tecken
- Jagad av sex
- Jane Bomb 2: Thunderpussy
- Let Us Fuck 2
- Det Erotiska Pensionatet
- Raka Ror 2
- Redo for Sex
- Ridskolan 5 – Bilskolan
- Ridskolan 4 – Hälsoskolan
- Rock N' Fuck
- Semestern
- Jagad av sex
- Sex Kliniken
- Sex På Stan!
- Sexmäklaren
- Svenska Debutanter & Kata Proffs
- Svenska langt ner i halsen
- Testamentet
- Wanjas sköna sommar